# Hausbank
Als Hausbank (englisch principal bank) bezeichnet man das Kreditinstitut, mit dem ein Bankkunde dauerhaft den größten Teil seiner finanziellen Transaktionen abwickelt.

## Allgemeines
Unterhält ein Bankkunde mehrere Bankverbindungen, dann entfällt auf die Hausbank der größte oder wichtigste Teil aller Bankgeschäfte. Bei lediglich einer Bankverbindung ist diese die Hausbank; allerdings wird sie so nicht bezeichnet, so dass der Begriff Hausbank die Existenz mehrerer Bankverbindungen suggeriert. Die Hausbank ist der primäre Kreditgeber, verfügt über einen Informationsvorsprung gegenüber Konkurrenzbanken und trägt eine besondere Verantwortung in der Finanzkrise ihres Kreditnehmers. Die Geschäftsverbindung ist langfristiger Natur.
Eine enge Kundenbindung an eine bestimmte Hausbank weisen in der Regel kleine und mittlere Unternehmen und natürliche Personen auf. Großunternehmen wie diejenigen, die dem DAX angehören, nutzen das „klassische“ Hausbank-Konzept nur noch im Bereich des Cash Managements sowie beim Zahlungsverkehr.

## Bankkunden
Ist ein Kreditinstitut die alleinige Bankverbindung eines Bankkunden, so birgt dieses Hausbankprinzip für den Kunden – neben einigen Vorteilen – auch gewisse Risiken. Die alleinige Bankverbindung kann einen monopolistischen Preissetzungsspielraum ausnutzen, der sich für die verschiedenen Bankengruppen in Deutschland nachweisen lässt. Das kann zur Folge haben, dass durch die einzige Bankverbindung der Kunde keine oder nur geringe Markttransparenz besitzt und Preise nicht vergleichen kann.

### Kleinere Unternehmen
Eine längerfristige Zusammenarbeit zwischen einer Bank und einem kleineren oder mittelständischen Unternehmen führt in der Regel dazu, dass die Bank besser mit den wirtschaftlichen, rechtlichen und persönlichen Gegebenheiten dieses Unternehmens vertraut ist, wesentliche Kreditsicherheiten hält, die Chancen und Risiken aus Risikovorsorgegründen besser abschätzen kann und daher gegebenenfalls eher zu einer Kreditvergabe bereit ist oder diese zu besseren Kreditkonditionen anbieten kann als eine weniger mit dem Unternehmen vertraute Bank.
Darüber hinaus kann häufig eine bessere Beratung gewährleistet werden – beispielsweise bei der Absicherung von Zinsänderungsrisiken. Wegen der Abhängigkeit, die damit gegenüber einer spezifischen Bank oder sogar gegenüber einem bestimmten Bankmitarbeiter entstehen kann, arbeiten auch kleinere Unternehmen häufig mit mindestens einer weiteren Bank zusammen.

### Größere Unternehmen
Bei börsennotierten Unternehmen besteht aufgrund der Transparenz des Kapitalmarktes bei Finanzierungsfragen eine geringere Abhängigkeit gegenüber einzelnen Banken. In vielen großen Unternehmen gehört es zu den Grundprinzipien des Finanzmanagements, Abhängigkeiten von einzelnen Banken weitestgehend zu vermeiden, indem Geschäftsbeziehungen zu mehreren Banken – auch aus Vergleichsgründen – unterhalten werden. DAX-Unternehmen arbeiten häufig mit zwanzig bis dreißig Kreditinstituten zusammen.
Sowohl das Cash Management als auch der Zahlungsverkehr eines Unternehmens lassen sich allerdings nur dann rationell abwickeln, wenn es diese Transaktionen möglichst wenigen Kreditinstituten anvertraut.

#### Cash Management
Unternehmen oder Konzerne, die beispielsweise in ganz Deutschland Niederlassungen oder Tochtergesellschaften mit eigenen Bankkonten besitzen, vereinfachen ihr Cash Management, wenn diese bei einer einzigen Bank unterhalten und über ein Zerobalancing-Verfahren miteinander verbunden sind. Damit wird gewährleistet, dass Liquidität täglich auf einem zentralen Bankkonto konzentriert wird und das Finanzmanagement des Unternehmens/Konzerns dadurch in die Lage versetzt, freie Liquidität entweder optimal am Geldmarkt anzulegen oder kurzfristige Liquiditätsunterdeckungen durch Kreditaufnahmen auszugleichen. Dieses Verfahren ist auch bei Unternehmen üblich, die im gesamten Euro-Raum tätig sind. Hier ist es deshalb wirtschaftlich sinnvoll, mit nur einer oder zwei Banken zusammenzuarbeiten.

#### Zahlungsverkehr
Gleiches gilt für den Zahlungsverkehr. Zahlungsdaten werden in der Regel durch Buchhaltungssysteme vorbereitet und elektronisch an eine Bank zur Ausführung der Zahlungen übermittelt. Um die Anzahl der Schnittstellen gering zu halten, wird in der Regel mit nur einer Bank zusammengearbeitet. International tätige Unternehmen, die viele Fremdwährungszahlungen zu leisten haben, übergeben ihre Zahlungsaufträge häufig unabhängig von der zu zahlenden Währung an eine Bank. Sie überlassen es der Bank, die Zahlungen von den Fremdwährungskonten des Unternehmens auszuführen und den EUR-Gegenwert dem EUR-Konto des Unternehmens zu belasten.
Wenn ein Unternehmen regelmäßig Zahlungen in Euro, US-Dollar und Schweizer Franken zu leisten hat, dann könnte es den Zahlungsverkehr mit einer US-amerikanischen, einer Schweizer und einer im Euro-Raum angesiedelten Bank abwickeln. Dies würde aber bedeuten, dass es bei jedem Zahlungslauf Daten an drei Banken übergeben und seine Buchhaltungssysteme auf drei unterschiedliche Banksysteme abstimmen müsste. Für die meisten Unternehmen ist es daher rationeller, dies über nur eine Bank abzuwickeln.

### Privatkunden
Da bei natürlichen Personen meist nur verhältnismäßig wenig bankbezogene Transaktionen auszuführen sind, lohnen sich mehrere Bankverbindungen aus Kosten- und Übersichtsgründen für eine Person in der Regel nicht (man spricht dann von englisch overbanked). Deshalb verfügen die meisten Privatkunden lediglich über eine Bankverbindung, so dass nicht zwischen Hausbank- und Nebenbankverbindung differenziert werden muss.

## Hausbankfunktion
Mit dem Begriff Hausbankfunktion wird auch die Aufgabe der Sparkassen bezeichnet, die bankwirtschaftliche Versorgung der öffentlichen Hand sicherzustellen. Hierzu gehört der allgemeine Bankverkehr, die Durchführung von Förderprogrammen oder die Gewährung von Kommunalkrediten. Diese originäre Hausbankfunktion ergab sich aus der Eigentümerfunktion der Gemeinden bei ihren örtlichen Sparkassen, in deren Verwaltungsrat ein Gemeindevertreter geborener Vorsitzender ist (so etwa § 11 Abs. 1 Sparkassengesetz NRW). Diese Hausbankfunktion der Sparkassen wird jedoch zugunsten anderer Institutsgruppen tendenziell geschwächt. Aus Sicht der Kreditinstitute ist die Übernahme einer Hausbankfunktion – nicht nur bei Kommunen – nämlich das Ziel des Customer Relationship Managements. Traditionell wickelt jedes Bundesland seine Bankgeschäfte mit der Landesbank als Hausbank ab.

## Dauerhaftigkeit
Die Langfristigkeit einer Bankverbindung gehört definitionsgemäß zum Hausbankbegriff. Es gibt Gründe, die eine langfristige Beziehung eines Bankkunden zu einem bestimmten Kreditinstitut zementieren. Einerseits gibt es persönliche Präferenzen (die vertrauensvolle Zusammenarbeit mit einem bestimmten Bankberater), räumliche Präferenzen (die Nähe der Bank zum Wohnort) und andererseits auch sachliche Präferenzen (die Bank verfügt über Kreditsicherheiten des Bankkunden, die nur gegen zusätzliche Transaktionskosten auf eine andere Bank übertragbar sind). Diese Präferenzen können isoliert oder kombiniert die Banktreue fördern. Aus Sicht der Hausbank wird die Kundenverbindung auch bei einer Verschlechterung des Ratings beibehalten.

## Bankloyalität
Von Bankloyalität spricht man im Rahmen der Markentreue, wenn ein Bankkunde in einem zurückliegenden längeren Zeitraum seine Bankverbindung beibehalten hat und sie auch voraussichtlich beibehalten wird. Es handelt sich um ein dauerhaftes Verhalten des Bankkunden, sich wiederholt und weitgehend ausschließlich der Leistungen einer bestimmten Bank zu bedienen. Die Auflösung einer Bankverbindung und die Einrichtung einer neuen Bankbeziehung kann für den Kunden viele Unannehmlichkeiten mit sich bringen, so dass nur schwerwiegende Fehlleistungen der Bank diesen Schritt auslösen können.
Ein Girokonto führt dazu, dass Bankkunden meist alle oder den größten Teil ihrer Bankgeschäfte mit ihrer – das Girokonto führenden – Hausbank tätigen und daher Stammkunde sind. Das Paretoprinzip ist deshalb auch im Bankbereich zu beobachten. Ein Wechsel der Bankverbindung erfolgt bei 75 % der Bankkunden nicht. Hierbei wirken auch persönliche (Vertrauen zum Berater), wirtschaftliche (Wechselkosten) und räumliche Präferenzen (die Nähe der Bankfiliale). Bankkunden, die ohnehin einen Großteil ihres Geschäftsvolumens bei einem Institut vereinigen, sind eher dazu geneigt, weitere Produkte aus der Leistungspalette des gleichen Anbieters in Anspruch zu nehmen. Die Bereitschaft eines Stammkunden, das angestammte Kreditinstitut aufgrund günstigerer Konditionen oder Bankgebühren zu wechseln, wird mit zunehmender Dauer der Geschäftsverbindung geringer.

## Verwandte Begriffe
Bei Kunden mit mehreren Bankverbindungen wird von Hauptbankverbindung gesprochen, um diejenige zu kennzeichnen, die mengen- und/oder volumenmäßig umfangreichsten Geschäfte abwickelt. Dies ist im Privatkundengeschäft vielfach die Bank, die das laufende Girokonto führt. Entsprechend wird von Nebenbankverbindung gesprochen, wenn eine Bank nur einen kleineren Teil des Kundengeschäftes abwickelt. Der Begriff ist weitgehend synonym zu Hausbank, wobei Hausbank mehr im Firmenkundengeschäft Verwendung findet. Synonym wird von Erstbank und Zweitbank gesprochen. Beim „Core-Banking“ unterhält ein Unternehmen Bankverbindungen zu mehreren „Kernbanken“, wodurch die Abhängigkeit von einer einzelnen Hausbank verringert wird.

## Sonstiges
Hausbank ist auch ein banktechnischer Begriff bei Förderbanken wie der KfW Bankengruppe und Förderbanken der Bundesländer, die hiermit das Kreditinstitut bezeichnen, das vorab die Berechtigung des Kreditnehmers auf Fördermittel prüft, die Unterlagen nach positivem Ergebnis an die Förderbank weiterleitet, die finanziellen Fördermittel dem Kreditnehmer auszahlt und anschließend die Einhaltung der Förderbedingungen überwacht. Die Förderbanken selbst treten deshalb nie direkt mit den Kreditnehmern in Kontakt, sondern verlangen stets den Weg über eine Hausbank (Hausbankprinzip).